# Arsène Hobou
Arsène Hobou (né le 30 octobre 1967) est un footballeur international ivoirien des années 1980 et 1990. 